# يوسف صديق (ضابط)
يوسف منصور يوسف صديق الأزهري (3 يناير 1910 - 31 مارس 1975) ضابط مصري كان ضمن تنظيم الضباط الأحرار في مصر. منح في العام 2018، قلادة النيل العظمى من قبل الرئيس عبد الفتاح السيسي.

## نشأته
ولد في قرية زاوية المصلوب التابعة لمركز الواسطي محافظة بني سويف بمصر في 3 يناير 1910. والده وجده عملا ضابطين بالجيش المصري.
والده اليوزباشي منصور صديق شارك بحرب استرداد السودان وقضى جلٌ خدمته بالسودان توفي سنة1911 م.
جده يوسف صديق الأزهري كان حاكم كردفان إبان الثورة المهدية قُتل خلالها وكل أسرته ولم ينجُ سوى ولداه منصور وأحمد
أتم يوسف صديق دراسته الأولية بمدرسة الواسطي الابتدائية ثم مدرسة بني سويف الثانوية.

### مشواره العسكري
التحق بالكلية الحربية، وتخرج منها عام 1933، تخصص بعد ذلك في التاريخ العسكري وحصل على شهادة أركان الحرب عام 1945م. وبمجرد أن تخرج يوسف في منتصف الثلاثينيات، التحق بإحدى الكتائب بالسلوم وأخذ يمارس نشاطه السياسي في بعض الأحزاب، خاصةً اليسار المصري. قرأ كثيراً في الاقتصاد والتاريخ، وعندما نشبت الحرب العالمية الثانية في أواخر الثلاثينيات شارك في القتال الدائر بالصحراء الغربية، كما شارك في حرب فلسطين 1948، وقاد كتيبته بجرأة نادرة واستطاع أن يحتل نقطة مراقبة على خط الدفاع بين المجدل وأسدود، وكان الضباط يطلقون على المنطقة التي دخلها شريط يوسف صديق.

## تنظيم الضباط الأحرار
بدأت علاقة يوسف صديق بتنظيم الضباط الأحرار عندما تعرف على النقيب وحيد جودة رمضان إبان حرب فلسطين 1948. وبعدها بثلاث سنوات عرض عليه وحيد رمضان الانضمام لتنظيم الضباط الأحرار فلم يتردد لحظة واحدة في الموافقة. وقبل الثورة بأيام زاره جمال عبد الناصر وعبد الحكيم عامر في منزله للتنسيق من أجل الثورة وهكذا قام يوسف صديق بدوره في قيام الثورة.
هذا الدور أكده جمال عبد الناصر في العيد العاشر للثورة حينما تحدث في خطابه بهذه المناسبة عن دور يوسف صديق في الثورة وقصة اعتقاله بواسطة قوات الثورة وسعادته لرؤية يوسف صديق الذي فك أسره على الفور وكذلك أكد دوره الريادي في تنفيذ الثورة كل من اللواء محمد نجيب وعبد اللطيف البغدادي وجمال حماد وحمدي لطفي في مذكراتهم التي جاءت مطابقة لمذكرات يوسف صديق.

يوسف صديق في الوسط

### ثورة يوليو
بدأت قصة يوسف مع الثورة قبل ليلة 23 يوليو في أحد أيام أكتوبر سنة 1951 حينما زاره الضابط وحيد رمضان الذي عرض عليه الانضمام للضباط الأحرار وأطلعه على برامجهم والتي كانت تدعو للتخلص من الفساد وإرساء حياة ديمقراطية سليمة فوافق وأُسندت إليه من قبل تنظيم الثورة قيادة الكتيبة الأولى مدافع ماكينة، وقبل الموعد المحدد بقليل تحرك البكباشي يوسف صديق مع مقدمة كتيبته مدافع الماكينة من العريش إلى مقر الكتيبة الجديد في معسكر هايكستب قرب مدينة العبور ومعه معاونه عبد المجيد شديد. ويروي أحمد حمروش في كتابه "قصة ثورة يوليو، فيقول: اجتمعت اللجنة القيادية للثورة وقررت أن تكون ليلة 22-23 يوليو 1952 هي ليلة التحرك وأعطيت الخطة إسماً كودياً(نصر) وتحددت ساعة الصفر في الثانية عشرة مساء إلا أن جمال عبد الناصر عاد وعدل هذ الموعد إلى الواحدة صباحاً وأبلغ جميع ضباط الحركة عدا يوسف صديق لكون معسكره في الهاكستيب بعيد جدا عن مدى تحركه ذلك اليوم فآثر انتظاره بالطريق العام ليقوم بردّه إلى الثكنات وكان لهذا الخطأ البسيط على العكس أعظم الأثر في نجاح الثورة. فقد كان تم إبلاغ يوسف صديق (بواسطة رسول قيادة الحركة الضابط زغلول عبد الرحمن كما ورد على لسان يوسف صديق نفسه في مذكراته التي نشرها الدكتور عبد العظيم رمضان باسم أوراق يوسف صديق عن الهيئة المصرية للكتاب عام 1999م - ص100) ووفقا لذلك فقد تم إبلاغ يوسف صديق أن ساعة الصفر هي 2400 أي منتصف الليل وليست الواحدة صباحا وهو الموعد الذي تم التعديل له (دون إمكانية تبليغ يوسف بالتعديل)، وكان يوسف قائداً ثانياً للكتيبة مدافع الماكينة ولم يخفِ الموقف على ضباطه وجنوده، وخطب فيهم قبل التحرك وقال لهم إنهم مقدمون هذه الليلة على عمل من أجل الأعمال في التاريخ المصري وسيظلون يفتخرون بما سيقومون به تلك الليلة هم وأبناؤهم وأحفادهم وأحفاد أحفادهم.
تحركت القوة من معسكر الهايكستب دون أن تدري ما يدبر في مركز القيادة، وكان يوسف صديق راكباً عربة جيب في مقدمة طابور عربات الكتيبة المليء بالجنود وما أن خرجت القوة من المعسكر حتى فوجئت باللواء عبد الرحمن مكي قائد الفرقة يقترب من المعسكر فاعتقتله القوة بأوامر من يوسف صديق وتم اقتياده بصحبة طابور القوة بسيارته التي يرفرف عليها علم القيادة محصورا بين عربة الجيب التي يركب بها يوسف في المقدمة والطابور وعند اقتراب القوة من مصر الجديدة صادفت أيضاً الأميرالاي عبد الرؤوف عابدين قائد ثاني الفرقة الذي كان يسرع بدوره للسيطرة على معسكر هايكستب فأمر يوسف صديق أيضا باعتقاله وأركبه إلى جانب اللواء المعتقل من قبل بنفس سيارة اللواء وساروا مع القوة والمدافع موجهة عليهما من العربات الأخرى. ولم تقف الاعتقالات عند هذا الحد، فقد فوجىء يوسف ببعض جنوده يلتفون حول رجلين تبين أنهما جمال عبد الناصر وعبد الحكيم عامر، وكانا حسبما روي يوسف في ملابس مدنية، ولما استفسر يوسف عن سر وجودهما حدث جدل بين جمال عبد الناصر ويوسف صديق حيث رأى جمال خطورة تحرك يوسف قبل الموعد المحدد ضمن الخطة الموضوعة سابقا للثورة على أمن ضباط الحركة الأحرار وعلى إمكانية نجاح الثورة ورأى رجوعه إلى الثكنات لكن يوسف صرح له أنه لم يعد يستطيع العودة مرة ثانية دون إتمام العمل (الثورة) وأن الثورة قد بدأت بالفعل حينما قامت قوة يوسف بالقبض على قائده اللواء عبد الرحمن مكي ثم الأميرالاي عبد الرؤوف عابدين (قائده الثاني) وقرر أنه مستمر في طريقه إلى مبنى قيادة الجيش لاحتلاله ولم يكن أحد يعلم على وجه اليقين ما يتم فـي رئاسة الجيش (حيث كان خبر الثورة قد تسرب إلى الملك الذي أبلغ الأمر للقيادة لإتخاذ إجراء مضاد على وجه السرعة وكانت قيادة الجيش -التابع للملك- مجتمعة في ساعته وتاريخه تمهيدا لسحق الثورة أو الانقلاب بقيادة الفريق حسين فريد قائد الجيش قبل الثورة) (وقد حسم يوسف صديق الجدل بينه وبين جمال حينما أصر على مواصلة طريقه لاحتلال القيادة وأغلب الظن اتفاق الرجلين على ذلك لأن جمال عبد الناصر الذي استمر يراقب التحركات عن كثب وجّه بعد ذلك بقليل بإرسال تعزيزات من أول الأجنحة التابعة للثورة التي تحركت في الموعد الأصلي اللاحق لمساندة يوسف بعد أن قام يوسف صديق مع جنوده باقتحام مبنى القيادة العامة للجيش والسيطرة عليه بالفعل).
بعد هذا اللقاء وفي الطريق أعدّ يوسف خطة بسيطة تقضي بمهاجمة مبنى قيادة الجيش وبالفعل وصل يوسف إلى المبنى وقام يوسف صديق وجنوده باقتحام مبنى القيادة بعد معركة قصيرة مع الحرس سقط خلالها اثنان من جنود الثورة واثنان من قوات الحرس ثم استسلم بقية الحرس فدخل يوسف مع جنوده مبنى القيادة وفتشوا الدور الأرضي وكان خالياً، وعندما أراد الصعود إلى الطابق الأعلى اعترض طريقهم شاويش حذره يوسف لكنه أصر على موقفه فأطلق عليه طلقة أصابته في قدمه، وعندما حاول فتح غرفة القادة وجد خلف بابها مقاومة فأطلق جنوده الرصاص على الباب ثم اقتحموا الغرفة، وهناك كان يقف الفريق حسين فريد قائد الجيش، والأميرالاي حمدي هيبة وضباطاً آخرين أحدهم برتبة عقيد وآخر غير معروف رافعين منديلاً أبيضاً، فتم القبض عليهم حيث سلّمهم لليوزباشي عبد المجيد شديد ليذهب بهم إلى معسكر الاعتقال المعد حسب الخطة في مبنى الكلية الحربية. وبذلك يعتبر يوسف صديق هو بطل الثورة الحقيقي الذي أنقذ ثورة يوليو من الانتكاسة في اللحظة الأخيرة وهو الذي نفُذ خطة الاستيلاء على قيادة الجيش ومن ثم السلطة بأسرها في مصر في ذلك التاريخ (الساعة الثانية عشرة مساء 22/23 يوليو 1952).
وفي فجر 25 يوليو تحرك عدد من قادة الثورة ومنهم يوسف صديق وحسين الشافعي وعبد المنعم أمين ليواجهوا الملك فاروق الذي كان متمركزاً مع أعوانه. ثم عاد الشافعي ويوسف إلى الإسكندرية في طائرة هليكوبتر مع أنور السادات وجمال سالم ومحمد نجيب وزكريا محي الدين. وفي أغسطس 1952 دخل يوسف الهيئة التأسيسية للضباط الأحرار مع محمد نجيب وزكريا محي الدين.

## دعوته لعودة الحياة النيابية

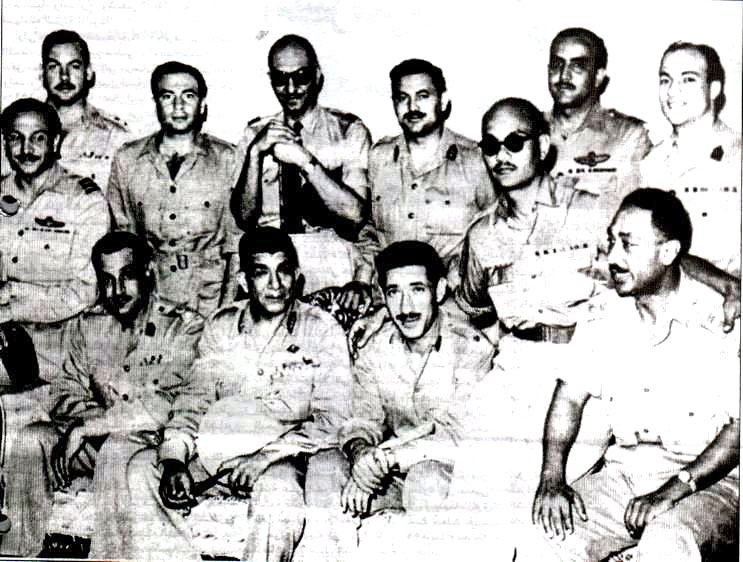
الضابط يوسف صديق مع الضباط الاحرار

عقب نجاح حركة الضباط الأحرار دعا يوسف صديق عودة الحياة النيابية، وخاض مناقشات عنيفة من أجل الديموقراطية داخل مجلس قيادة الثورة. ويقول يوسف عن تلك الخلافات في مذكراته:
«كان طبيعياً أن أكون عضواً في مجلس قيادة الثورة، وبقيت كذلك حتى أعلنت الثورة أنها ستجري الانتخابات في فبراير 1953، غير أن مجلس الثورة بدأ بعد ذلك يتجاهل هذه الأهداف، فحاولت أكثر من مرة أن أترك المجلس وأعود للجيش فلم يُسمح لي بذلك، حتى ثار فريق من الضباط الأحرار على مجلس قيادة الثورة يتزعمه اليوزباشي محسن عبد الخالق وقام المجلس باعتقال هؤلاء الثائرين ومحاكمتهم، فاتصلت بالبكباشي جمال عبد الناصر وأخبرته أنني لا يمكن أن أبقى عضواً في مجلس الثورة وطلبت منه أن يعتبرني مستقيلاً، فاستدعاني للقاهرة، ونصحني بالسفر للعلاج في سويسرا في مارس 1953».
وعندما وقعت أزمة فبراير ومارس عام 1954، طالب يوسف صديق في مقالاته ورسائله لمحمد نجيب بضرورة دعوة البرلمان المنحل ليمارس حقوقه الشرعية، وتأليف وزارة ائتلافية من قبل التيارات السياسية المختلفة من الوفد والإخوان المسلمون والاشتراكيين والشيوعيين، وعلى أثر ذلك اعتقل هو وأسرته، وأودع في السجن الحربي في أبريل 1954، ثم أُفرج عنه في مايو 1955 وحددت إقامته بقريته بقية عمره إلى أن توفي في 31 مارس 1975.

## تكريم
- حصل على قلادة النيل العظمى بقرار جمهوري رقم 239 لسنة 2018 من الرئيس عبد الفتاح السيسي.